# Travis Ganong
Travis Ganong (Truckee, 14 juli 1988) is een Amerikaans alpineskiër. Hij vertegenwoordigde zijn vaderland op de Olympische Winterspelen 2014 in Sotsji.

## Carrière
Ganong maakte zijn wereldbekerdebuut in november 2009 tijdens de afdaling in Lake Louise. In maart 2010 scoorde hij in Kvitfjell zijn eerste wereldbekerpunten. Op de wereldkampioenschappen alpineskiën 2011 in Garmisch-Partenkirchen eindigde de Amerikaan als achttiende op de Super G en als 24e op de afdaling. In december 2012 behaalde hij in Val Gardena zijn eerste toptienklassering in een wereldbekerwedstrijd. Tijdens de wereldkampioenschappen alpineskiën 2013 in Schladming wist hij niet te finishen op de afdaling. In 2014 nam Ganong een eerste keer deel aan de Olympische winterspelen, waar hij als vijfde eindigde op de afdaling en als 23e op de Super G. Zijn eerste wereldbekerpodium behaalde hij op 28 februari 2014 met een derde plaats op de afdaling in Kvitfjell. Op 28 december 2014 boekte de Amerikaan in Santa Caterina di Valfurva zijn eerste wereldbekerzege. Op de 2015 in Vail/Beaver Creek behaalde Ganong de zilveren medaille op de afdaling, achter Patrick Kung.

## Resultaten

### Olympische Spelen
| Jaar | Plaats | Resultaten              |
| ---- | ------ | ----------------------- |
| 2014 | Sotsji | 5e Afdaling 23e Super G |

### Wereldkampioenschappen
| Jaar | Plaats                 | Resultaten                 |
| ---- | ---------------------- | -------------------------- |
| 2011 | Garmisch-Partenkirchen | 18e Super G 24e Afdaling   |
| 2013 | Schladming             | DNF1 Afdaling              |
| 2015 | Vail/Beaver Creek      | Afdaling · DNF1 Super G    |
| 2017 | Sankt Moritz           | 14e Super G 25e Combinatie |
| 2019 | Åre                    | 26e Afdaling DNF Super G   |

### Wereldbeker
Eindklasseringen
| Seizoen   | Algm | AD  | SG  |
| --------- | ---- | --- | --- |
| 2009/2010 | 149e | -   | 53e |
| 2010/2011 | 115e | 44e | 45e |
| 2011/2012 | 88e  | 30e | 60e |
| 2012/2013 | 57e  | 18e | 45e |
| 2013/2014 | 23e  | 9e  | 19e |
| 2014/2015 | 29e  | 11e | 27e |
| 2015/2016 | 25e  | 11e | 19e |
| 2016/2017 | 26e  | 12e | 15e |
| 2017/2018 | 106e | 55e | 31e |
| 2018/2019 | 44e  | 20e | 16e |
| 2019/2020 | 24e  | 13e | 12e |

Wereldbekerzeges
| Datum            | Plaats                     | Onderdeel |
| ---------------- | -------------------------- | --------- |
| 28 december 2014 | Santa Caterina di Valfurva | Afdaling  |
| 27 januari 2017  | Garmisch-Partenkirchen     | Afdaling  |